# 焦耳加热
焦耳加热也称为欧姆加热或电阻加热、電流熱效應，是电流通过导体，由移动电子和构成导体主体的金属离子之间的相互作用引起，产生热量的过程。
焦耳定律或焦耳-楞次定律是定量說明傳導電流將電能轉換為熱能的定律。 1841年，英國物理學家詹姆斯·焦耳發現載流導體中產生的熱量Q（稱為焦耳熱）與電流I的平方、導體的電阻R和通電時間t成比例。而在1842年時，俄國物理學家海因里希·楞次也獨立發現上述的關係，因此也稱為「焦耳－楞次定律」。
採用國際單位制時，焦耳定律的表達式為：
{\displaystyle Q=I^{2}Rt} 或 {\displaystyle P=I^{2}R}

其中Q（熱量）、I（電流）、R（電阻）、t（時間）、P（熱功率）各量的單位依次為焦耳、安培、歐姆、秒和瓦特。
焦耳定律是設計電照明，電熱設備及計算各種電氣設備溫升的重要公式。

## 與歐姆定律的關係
根据歐姆定律：{\displaystyle V=IR}
可以得出焦耳定律的推導公式：{\displaystyle Q=IVt=I^{2}Rt={\frac {V^{2}t}{R}}}

同歐姆定律相同，該推導公式只適用與純電阻電路。

## 参阅
- 物理学定律列表
- 海因里希·冷次

1. ↑  Lienig, Jens. . . Matthias Thiele. Cham: Springer International Publishing AG. 2018: 26. ISBN 978-3-319-73558-0.